# اسلوپ کلاس ریسر
اسلوپ کلاس ریسر (به انگلیسی: Racer-class sloop) یک کلاس از اسلوپ‌ها است که طول آن ۱۵۱ فوت (۴۶٫۰ متر) می‌باشد.